# JunoCam

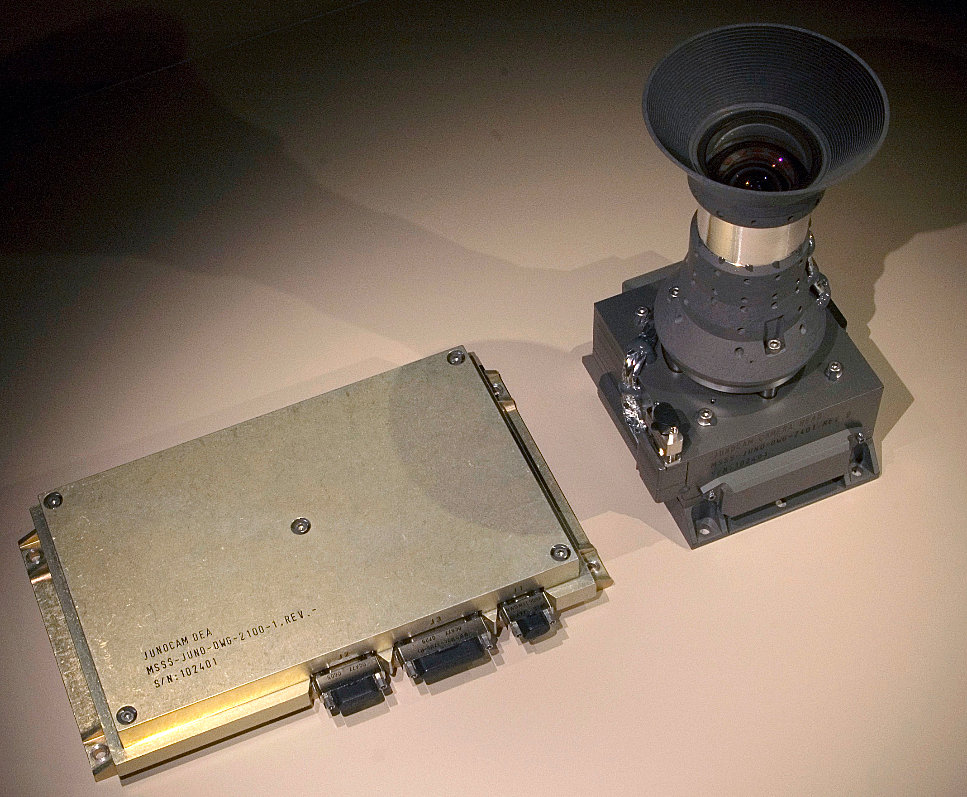
Оборудование JunoCam КА «Юнона»

Juno Camera (сокр. JunoCam или JCM) — камера/телескоп, установленная на борту космического аппарата «Юнона», который был запущен 5 августа 2011 года и прибытие которого к Юпитеру ожидалось в 2016 году. JunoCam была создана компанией Malin Space Science Systems (MSSS) для NASA.
Из-за телекоммуникационных ограничений, «Юнона» способна передать всего лишь около 40 мегабайт данных с JunoCam в течение каждого 14-дневного орбитального периода. В связи с этим фактором количество передаваемых изображений ограничено.
Физические и технические параметры JunoCam в значительной степени основаны на характеристиках камеры MARDI, установленной на борту марсохода «Кьюриосити». Однако, корпус и некоторые детали внутреннего устройства камеры были изменены, дабы обеспечить стабильность работы в сравнительно мощном излучении Юпитера и его магнитного поля. Задача камеры заключается в предоставлении крупным планом снимков полярной области Юпитера и низкоширотных поясов облаков. С учётом параметров орбиты космического аппарата, камера способна делать снимки с разрешением до 15 километров на пиксель.
Камера находится под управлением Digital Electronics Assembly (JDEA). JunoCam физически вмонтирована в корпус космического аппарата, поэтому "смотрит" в одном направлении и совершать каких-либо движений не способна. Камеры космических аппаратов Вояджер (которые также в своё время производили съёмку Юпитера) были единственными камерами на космических аппаратах в своём роде, которые были способны совершать управляемые движения, то есть были подвижными.

## Технические характеристики
Научная миссия «Юноны» и сама камера JunoCam не предназначены для изучения спутников Юпитера. JunoCam будет снимать в высоком разрешении исключительно полярную область и саму атмосферу Юпитера. JunoCam имеет такое поле зрения, которое является слишком широким для запечатления каких-либо деталей поверхности спутников Юпитера — разрешение таких снимков будет составлять 232 км на пиксель. В самой дальней точке орбиты «Юноны» вокруг Юпитера, разрешение снимков планеты составит 75 км на пиксель. В ближайшей точке орбиты «Юноны» к Юпитеру, разрешение снимков может достичь 15 км на пиксель с расстояния 4300 км, в то время как космический телескоп Хаббл производил съёмку планеты-гиганта с разрешением до 114 км на пиксель с расстояния 600 млн км.
Камера JunoCam использует ПЗС-матрицу Kodak KAI-2020, способную принимать цветные изображения размером 1600 х 1200 пикселей. Камера имеет поле зрения 18 х 3,4 градусов и оборудована тремя фильтрами (RGB), необходимых для создания цветных изображений.

Изображения
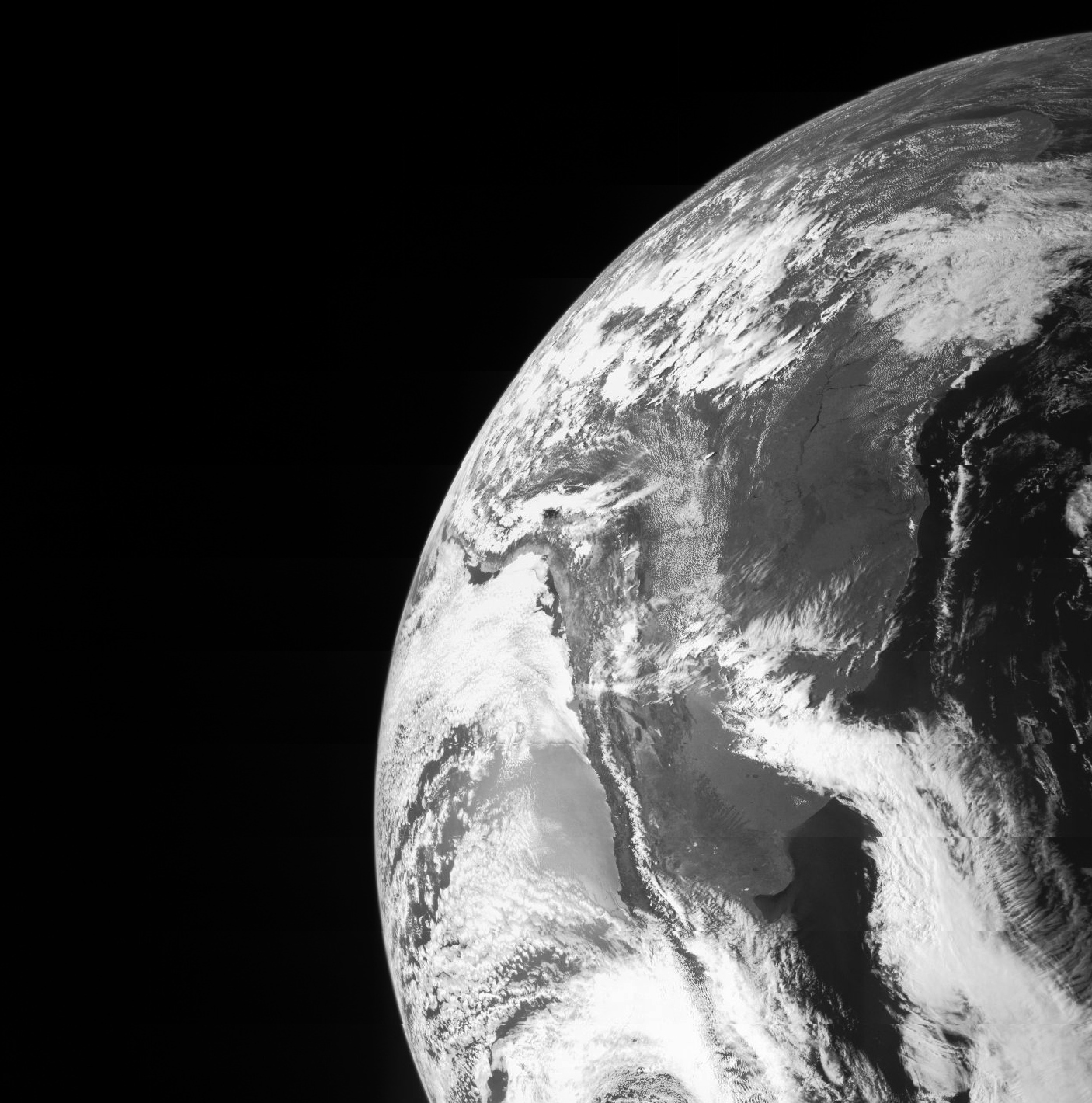
JunoCam КА «Юнона» рассматривает Землю (видна Южная Америка) в октябре 2013 года во время гравитационного манёвра на пути к Юпитеру
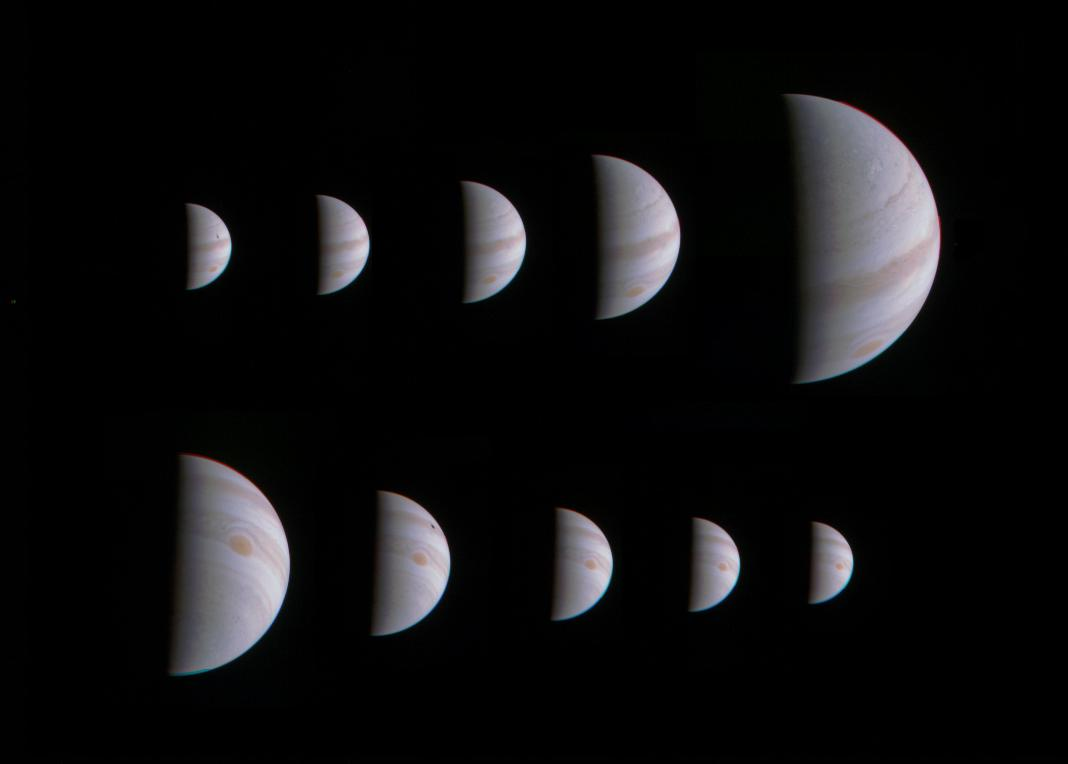
Виды Юпитера с JunoCam КА «Юнона», август 2016 года
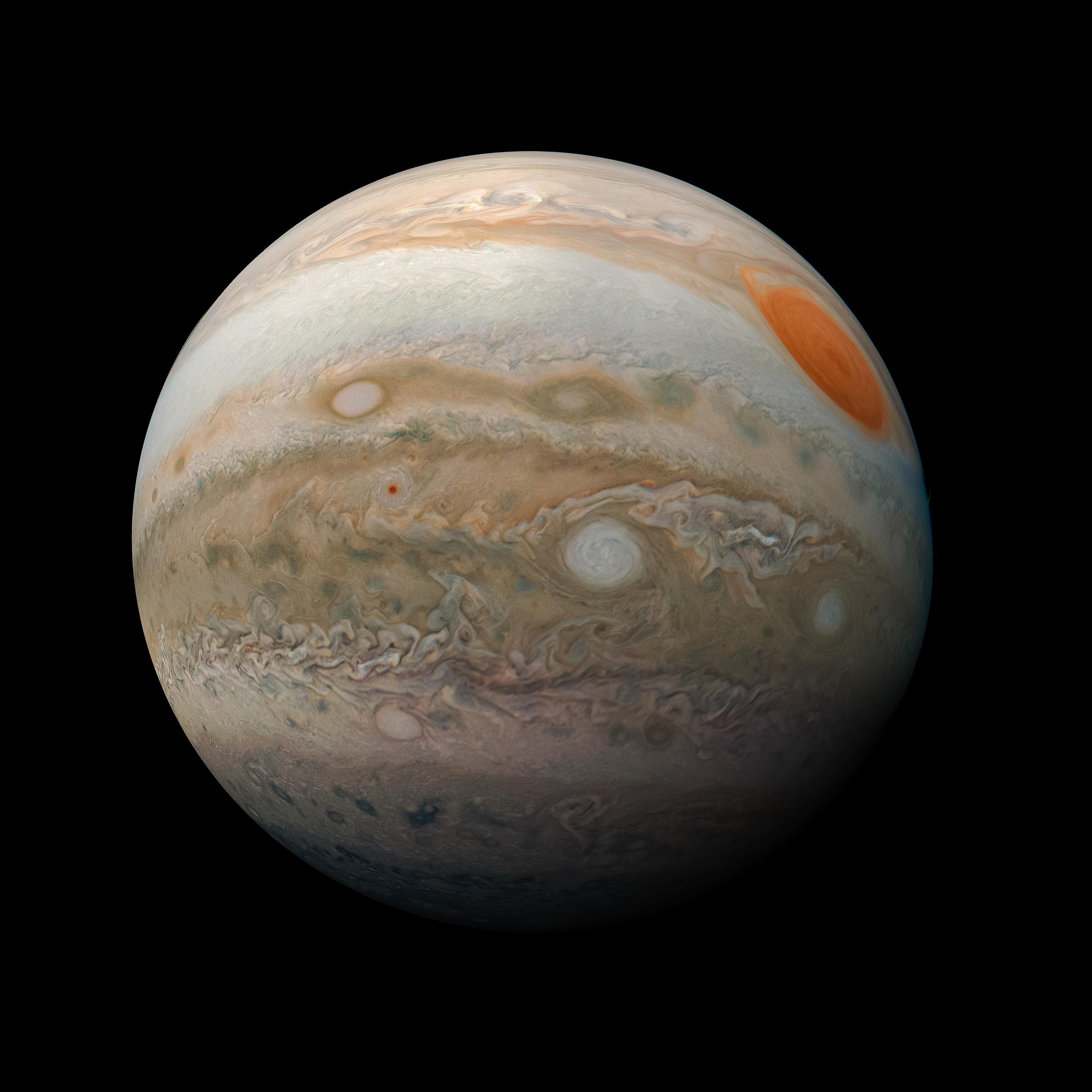
Вид на Большое красное пятно Юпитера и турбулентное южное полушарие Юпитера запечатленное JunoCam КА «Юнона» 12 февраля 2019 года
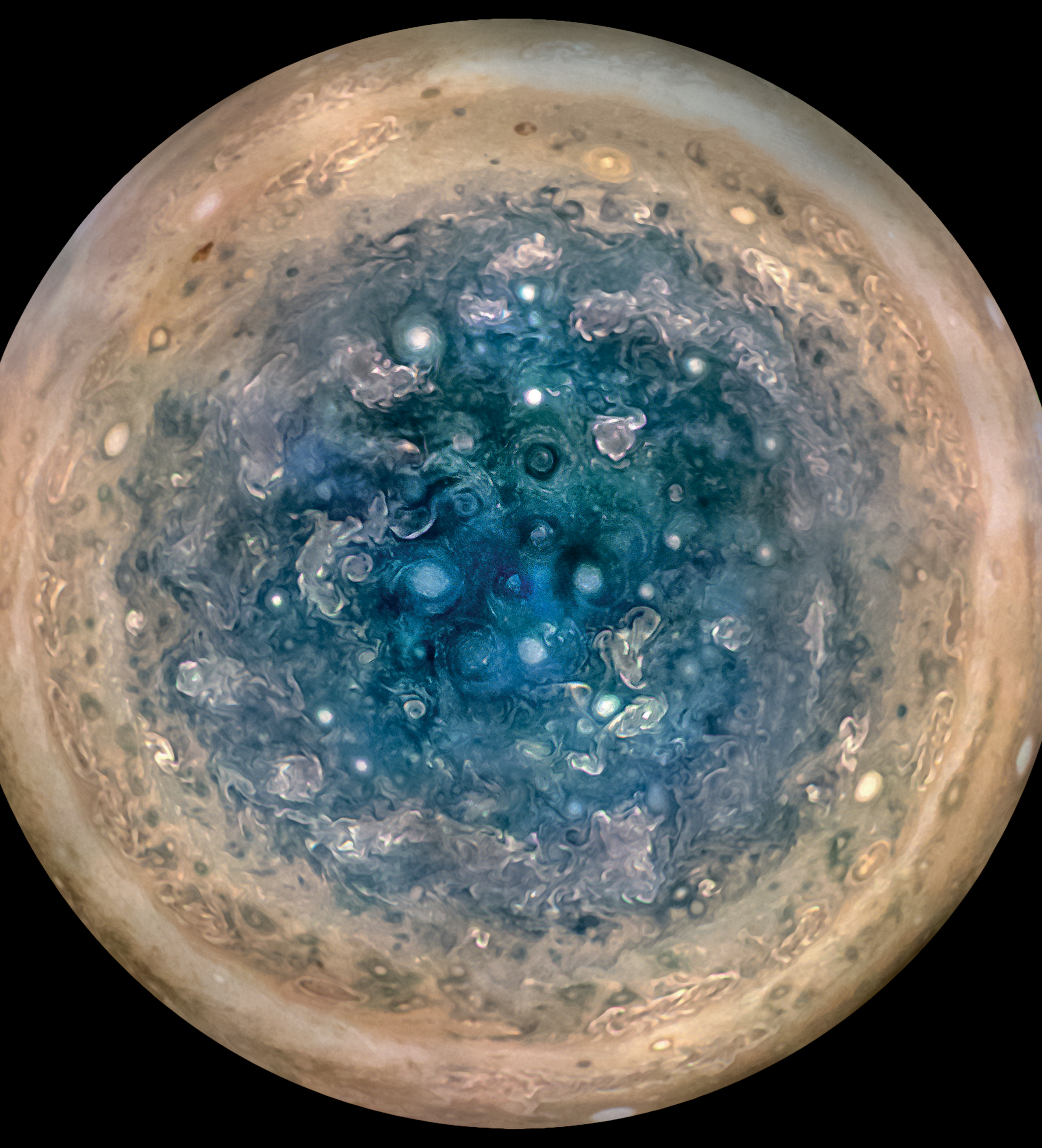
Фотография Южного полюса Юпитера снятая JunoCam КА «Юнона» 25 мая 2017 года
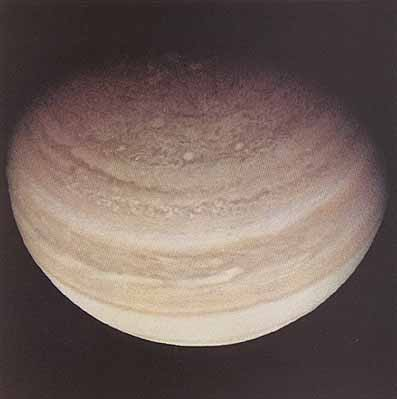
Полярная область Юпитера в 1974 году, снятая космическим аппаратом Пионер-11, который совершал гравитационный манёвр на пути к Сатурну
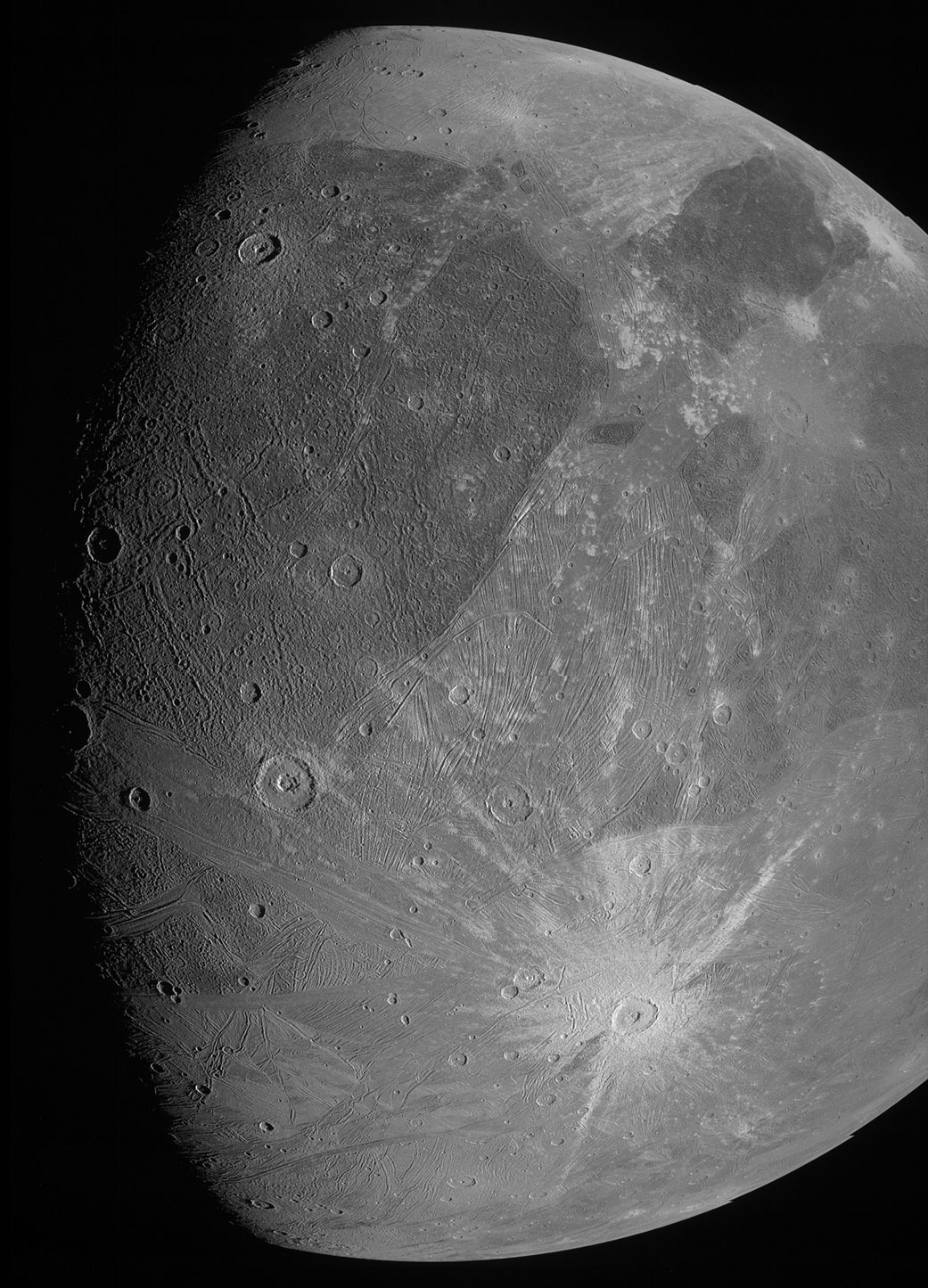
Изображение спутника Юпитера Ганимеда, снятое JunoCam КА «Юнона» (2021-06-07)
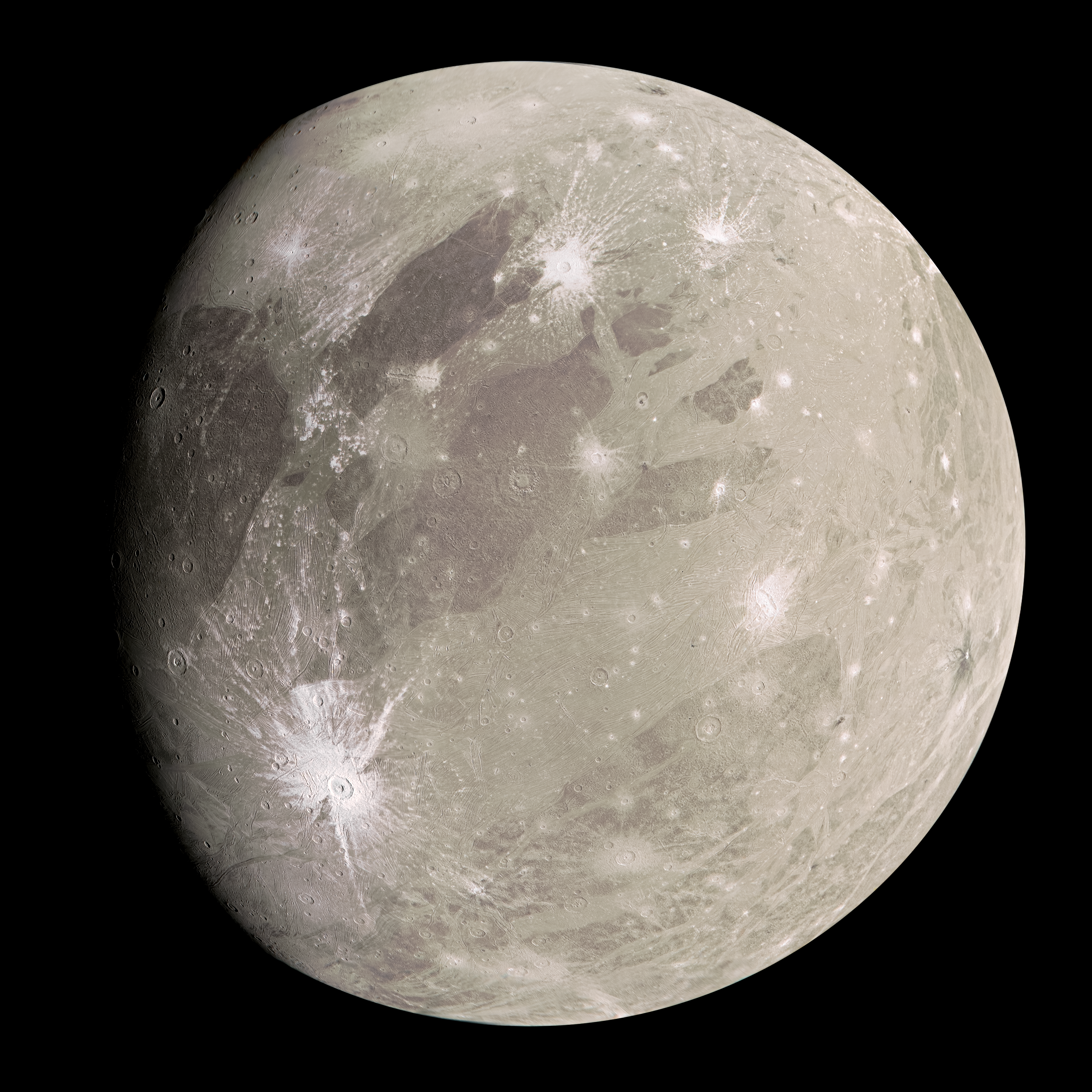
Изображение Ганимеда, снятое JunoCam КА «Юнона» (2021-06-10). Светлые поверхности, следы недавних ударных столкновений, изборождённая поверхность и белая северная полярная шапка (в верхнем правом углу изображения) богаты водяным льдом.
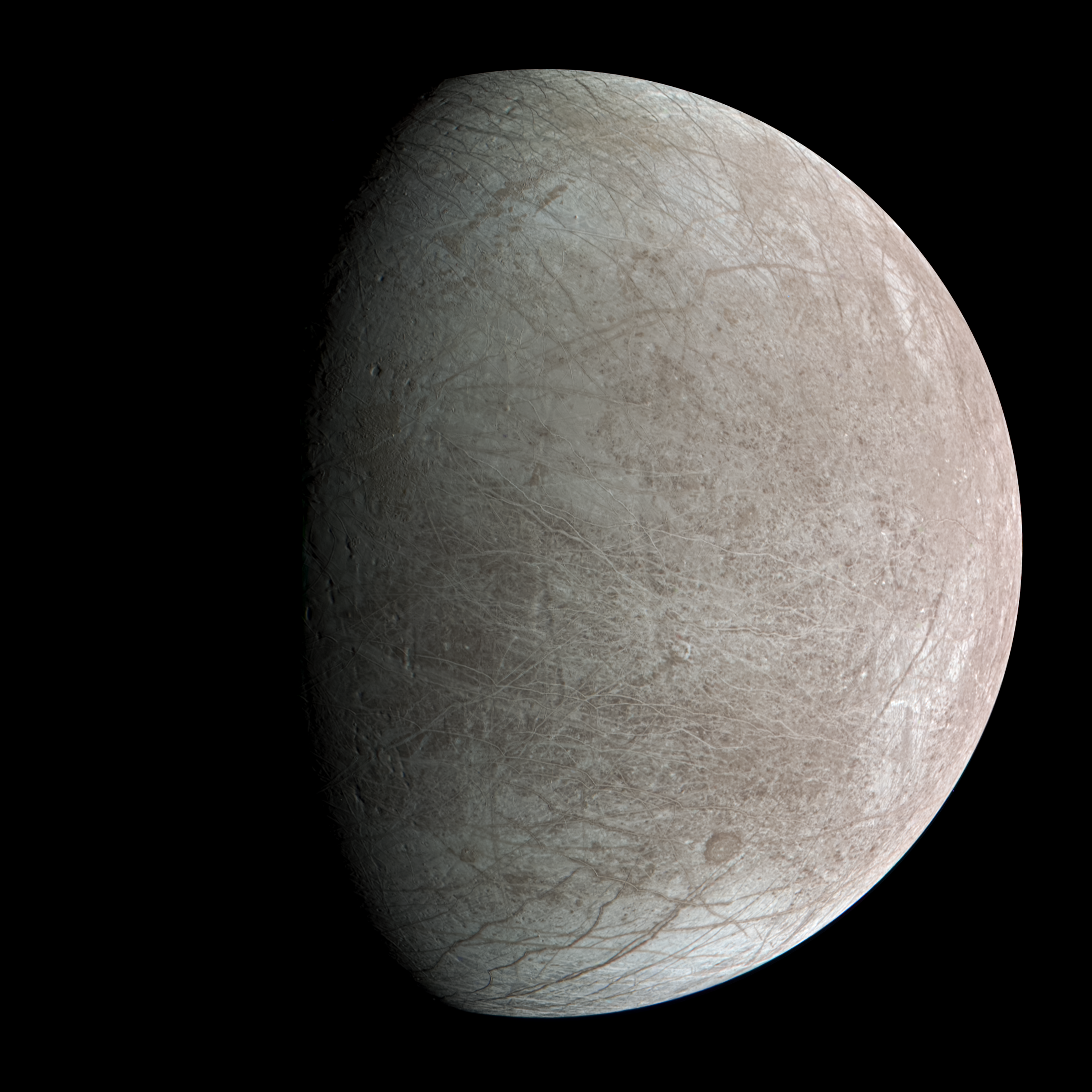
Изображение спутника Юпитера Европы, снятое в натуральных цветах JunoCam КА «Юнона»  (2022-09-29).
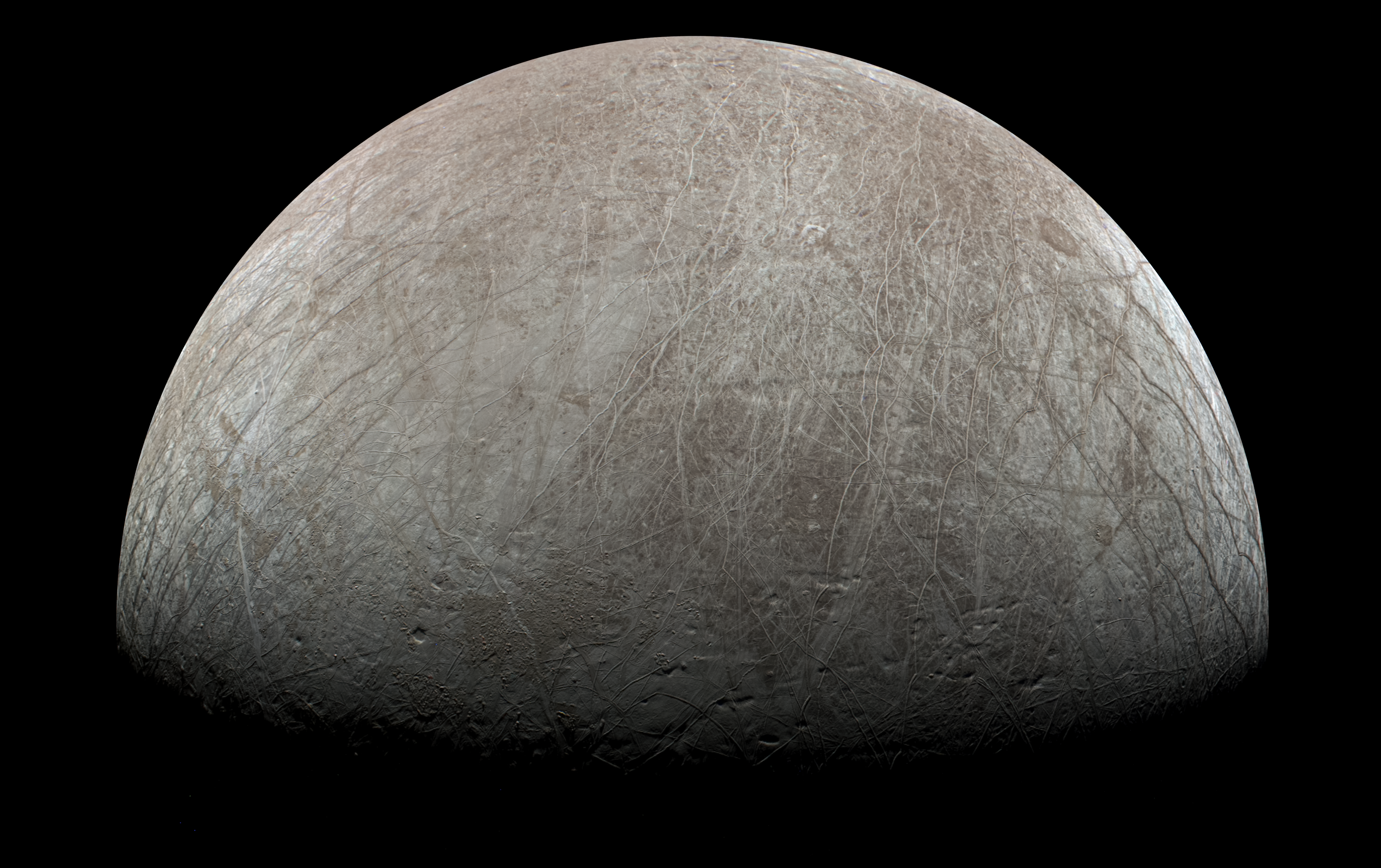
Изображение спутника Юпитера Европы, снятое в натуральных цветах JunoCam КА «Юнона»  (2022-09-29).
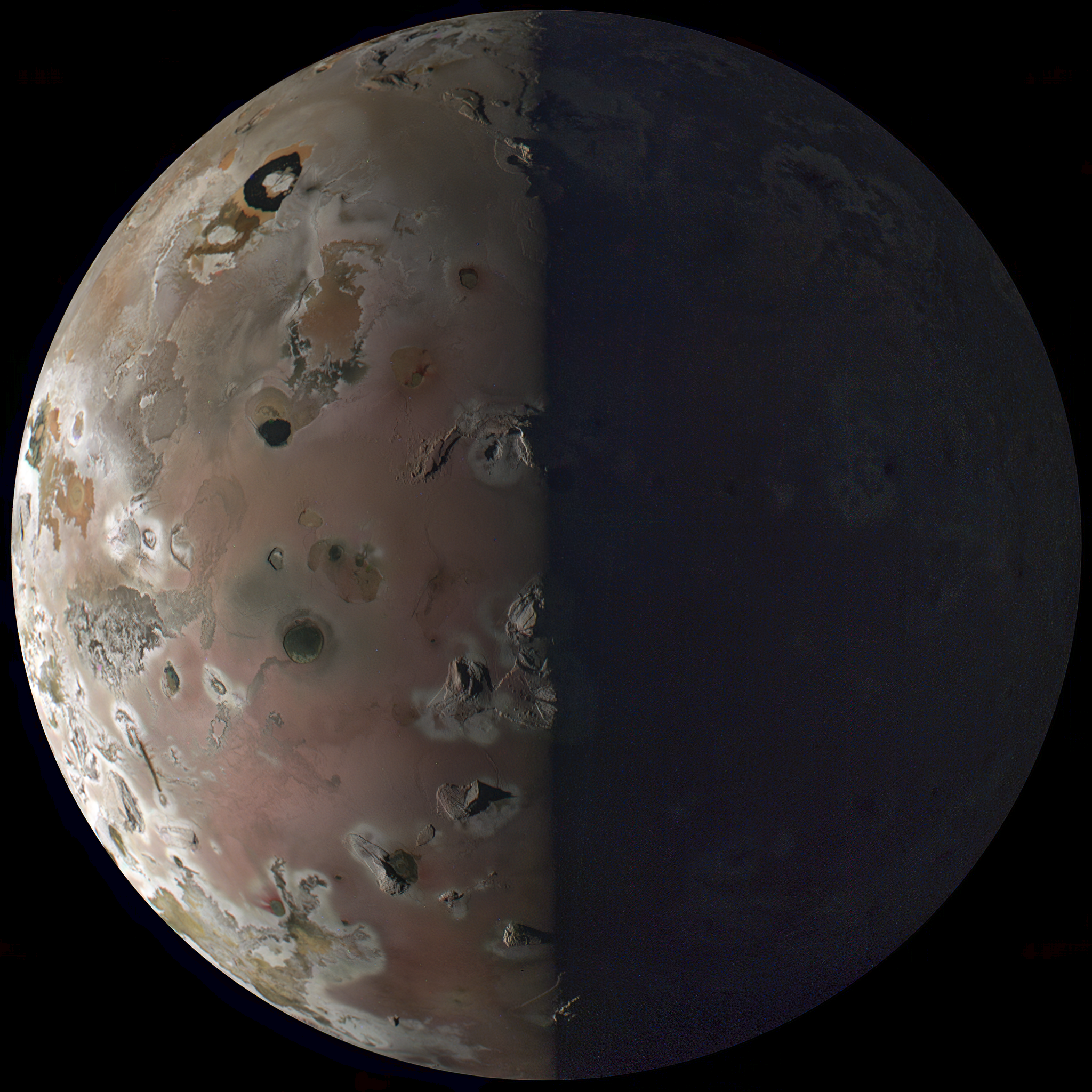
Изображение спутника Юпитера Ио, снятое в натуральных цветах JunoCam КА «Юнона»  (2023-12-31).
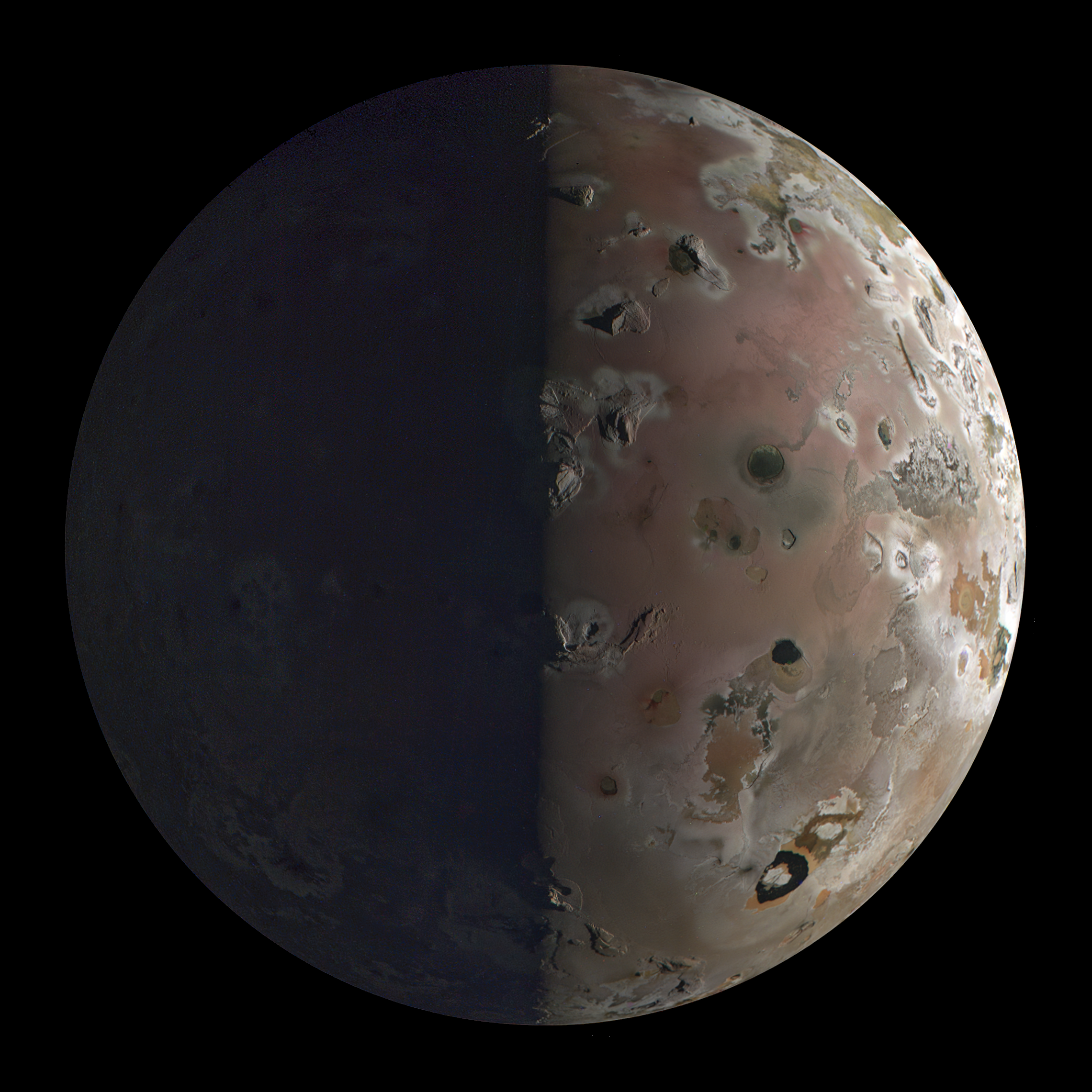
Изображение спутника Юпитера Ио, снятое в натуральных цветах JunoCam КА «Юнона»  (2023-12-30).